# James Drury

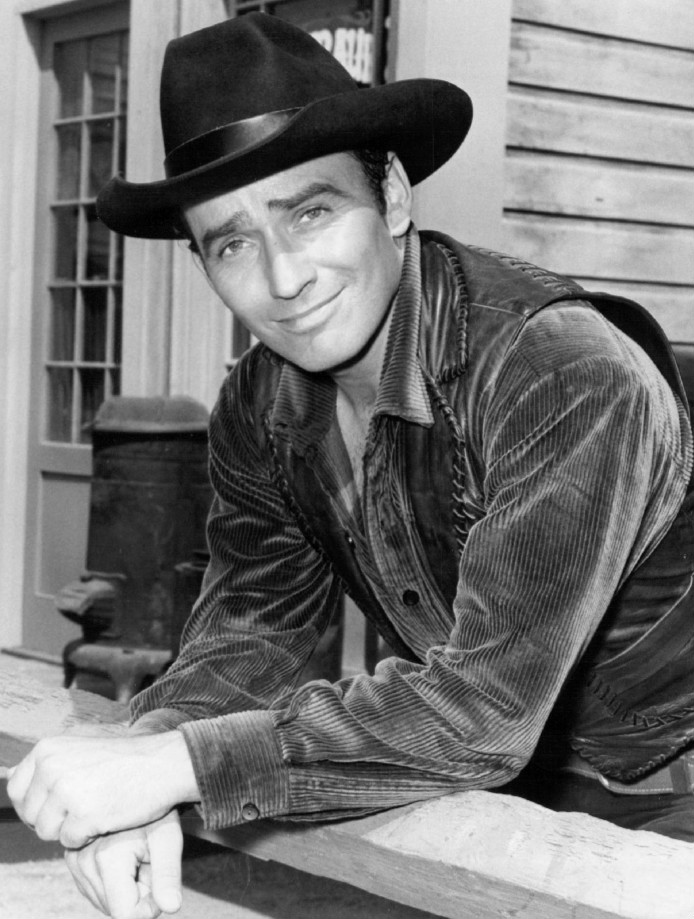
James Drury (1971)

James Child Drury (* 18. April 1934 in New York City; † 6. April 2020 in Houston, Texas) war ein US-amerikanischer Schauspieler. Bekannt wurde er durch seine Hauptrolle als Virginian in der erfolgreichen Westernserie Die Leute von der Shiloh Ranch (1962–1971).

## Leben und Karriere
James Drury wurde als Sohn eines Professors für Marketing an der New York University geboren. Er wuchs in New York City und Oregon auf; in letzterem Bundesstaat besaß seine Mutter eine Ranch. Drury erhielt noch während seines Schauspielstudiums an der New York University im Jahr 1954 einen Studiovertrag bei Metro-Goldwyn-Mayer. Er schloss sein Schauspielstudium an der University of California in Los Angeles ab, während er erste Filmrollen spielte. Bei MGM erhielt Drury zunächst nur kleine Nebenrollen, was sich mit seinem Wechsel zu 20th Century Fox langsam änderte. Hier trat er unter anderem als Bruder von Elvis Presley in Pulverdampf und heiße Lieder (1956) sowie an der Seite von Pat Boone in Bernadine (1957) auf.
1958 spielte Drury die Titelrolle in The Virginian, einem Fernseh-Pilotfilm basierend auf einem Werk des Schriftstellers Owen Wister. Der Pilotfilm war zunächst erfolglos; erst mit vier Jahren Verspätung kaufte Universal Pictures die Rechte an dem Stoff und besetzte Drury in der Hauptrolle des rauen, aber gerechten Vorarbeiters der Shiloh Ranch. Während die Serie im deutschsprachigen Raum den Titel Die Leute von der Shiloh Ranch trägt, heißt sie in den USA „The Virginian“ und weist somit die von Drury gespielte Figur klar als Hauptcharakter der Serie aus. Neben Doug McClure als „Trampas“ war Drury der einzige Schauspieler, der über die gesamte Serie mit insgesamt 249 Folgen eingesetzt wurde; in Deutschland wurden davon 171 Folgen gezeigt. Neben seiner Arbeit an Die Leute von der Shiloh Ranch war er 1962 in Sam Peckinpahs Western Sacramento (1962) als Frauenheld und Goldsucher zu sehen; außerdem verkörperte er 1967 die Hauptrolle in dem Kriegsfilm Sturm auf Höhe 404.
Nach der Einstellung von The Virginian ließen die Rollenangebote für Drury zunehmend nach. 1974 spielte er die Hauptrolle eines Feuerwehrmanns in der kurzlebigen ABC-Serie Firehouse. Schließlich ging er als Geschäftsmann in die freie Wirtschaft und betrieb eine Pferderanch sowie eine Firma, die sich auf das Recycling von Asphalt spezialisierte. Trotz seines geschäftlichen Erfolgs kehrte er gelegentlich für Rollen vor die Kamera zurück. In den 1990er-Jahren verkörperte er in den ersten drei Folgen der Serie Walker, Texas Ranger den Captain Tom Price an der Seite von Chuck Norris. 2000 hatte er eine Nebenrolle in dem Fernsehfilm Land der Gesetzlosen (The Virginian), in dem Bill Pullman die Rolle des Virginian übernahm. Drurys Schaffen umfasst mehr als 70 Produktionen. 1995 erhielt er den Golden Boot Award für sein Lebenswerk als Westernschauspieler.
James Drury war von 1979 bis zu ihrem Tod im August 2019 in dritter Ehe mit Carl Ann Head verheiratet. Aus seiner ersten Ehe hat er zwei Söhne. Sein Sohn Timothy Drury ist Musiker und war von 2003 bis 2010 Keyboarder der Rockgruppe Whitesnake.
James Drury starb am 6. April 2020, kurz vor seinem 86. Geburtstag, in seinem Haus in Texas eines natürlichen Todes.

## Filmografie (Auswahl)
- 1955: Die Saat der Gewalt (Blackboard Jungle)
- 1955: Tyrannische Liebe (Love Me or Leave Me)
- 1955: Die zarte Falle (The Tender Trap)
- 1955–1961: Rauchende Colts (Gunsmoke, Fernsehserie, 4 Folgen)
- 1956: Diane – Kurtisane von Frankreich (Diane)
- 1956: Alarm im Weltall (Forbidden Planet)
- 1956: Der letzte Wagen (The Last Wagon)
- 1956: Pulverdampf und heiße Lieder (Love Me Tender)
- 1957: Bernardine
- 1958: Alfred Hitchcock präsentiert (Alfred Hitchcock Presents, Fernsehserie, Folge 3x23)
- 1958: Bronco (Fernsehserie, Folge 1x08)
- 1958/1959: Abenteuer im wilden Westen (Zane Grey Theater, Fernsehserie, 2 Folgen)
- 1958/1961: Westlich von Santa Fé (The Rifleman, Fernsehserie, 2 Folgen)
- 1959: Der Henker wartet schon (Good Day for a Hanging)
- 1959: Have Gun – Will Travel (Fernsehserie, Folge 2x21)
- 1959: Lawman (Fernsehserie, 2 Folgen)
- 1959: Cheyenne (Fernsehserie, Folge 4x05)
- 1959: Im Wilden Westen (Death Valley Days, Fernsehserie, Folge 8x11)
- 1959–1961: Tausend Meilen Staub (Rawhide, Fernsehserie, 3 Folgen)
- 1960: Menschen im Weltraum (Men Into Space, Fernsehserie, Folge 1x14)
- 1960: Alle lieben Pollyanna (Pollyanna)
- 1960: Ten Who Dared
- 1960: The Rebel (Fernsehserie, 2 Folgen)
- 1961: Perry Mason (Fernsehserie, Folge 5x03)
- 1962: Kein Fall für FBI (The Detectives, Fernsehserie, Folge 3x19)
- 1962: Sacramento (Ride the High Country)
- 1962: Third of a Man
- 1962–1971: Die Leute von der Shiloh Ranch (The Virginian, Fernsehserie, 195 Folgen)
- 1967: Sturm auf Höhe 404 (The Young Warriors)
- 1968: Ihr Auftritt, Al Mundy (It Takes a Thief, Fernsehserie, Folge 1x01)
- 1971: Der Chef (Ironside, Fernsehserie, Folge 5x03 Tod auf Kredit)
- 1971/1972: Alias Smith und Jones (Alias Smith and Jones, Fernsehserie, 2 Folgen)
- 1974: Feuerwache 23 (Firehouse, Fernsehserie, 13 Folgen)
- 1983: Ein Colt für alle Fälle (The Fall Guy, Fernsehserie, Folge 2x11 Happy Trails)
- 1991: Der beste Spieler weit und breit – Sein höchster Einsatz (The Gambler Returns: The Luck of the Draw, Fernsehfilm)
- 1993: Walker, Texas Ranger (Fernsehserie, 3 Folgen)
- 1993–1994: Die Abenteuer des Brisco County jr. (The Adventures of Brisco County, Jr., Fernsehserie, 2 Folgen)
- 1994: Maverick – Den Colt am Gürtel, ein As im Ärmel (Maverick)
- 1996: Kung Fu – Im Zeichen des Drachen (Kung Fu: The Legend Continues, Fernsehserie, 2 Folgen)
- 2000: Land der Gesetzlosen (The Virginian, Fernsehfilm)
- 2005: Hell to Pay
- 2015: The Cartoon Cowboys: Spirit of the Alamo (Kurzfilm)